# Håkon
Håkon  è un nome proprio di persona norvegese maschile. La sua forma italianizzata è Acone.

## Varianti
- Maschili: Haakon[1]

### Varianti in altre lingue
- Danese: Hagen[1]
- Islandese: Hákon[1]
- Italiano: Acone[2]
- Norreno: Hákon[1]
- Svedese: Håkan[1]

## Origine e diffusione
Si tratta della forma norvegese moderna del nome norreno Hákon che, composto da há ("alto", presente anche in Håvard) e konr ("figlio"), significa "alto figlio"; il nome venne portato da numerosi re di Norvegia.
Va notato che la forma danese Hagen coincide anche con un nome tedesco di origine differente.

## Onomastico
Il nome non è portato da alcun santo, quindi è adespota, e l'onomastico ricade il 1º novembre in occasione di Ognissanti.

## Persone

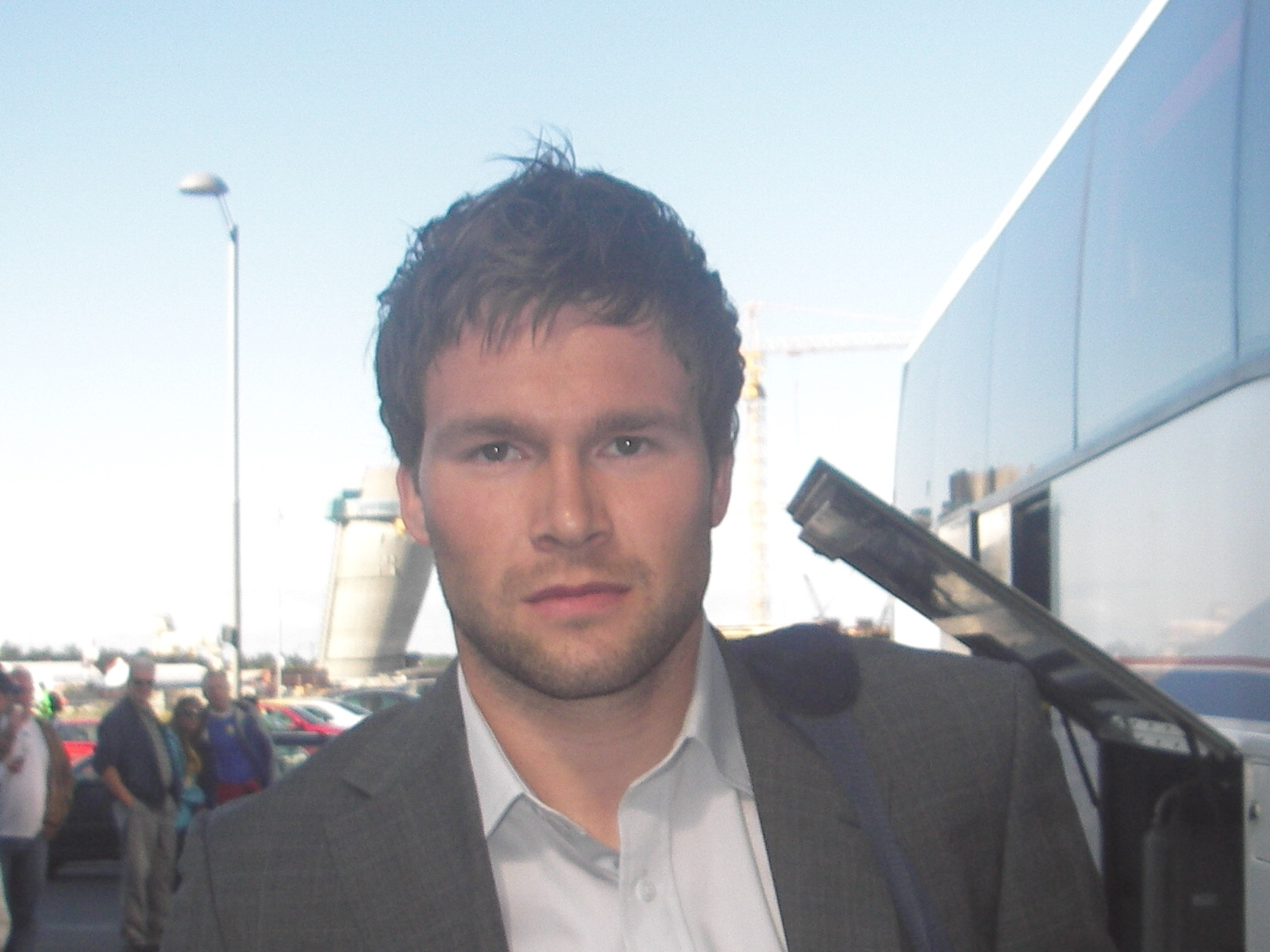
Håkon Opdal

- Håkon Eiriksson, figlio di Eiríkr Hákonarson
- Håkon Gundersen, calciatore norvegese
- Håkon Mjøen, sciatore alpino norvegese
- Håkon Opdal, calciatore norvegese
- Håkon Skogseid, calciatore norvegese

### Variante Haakon

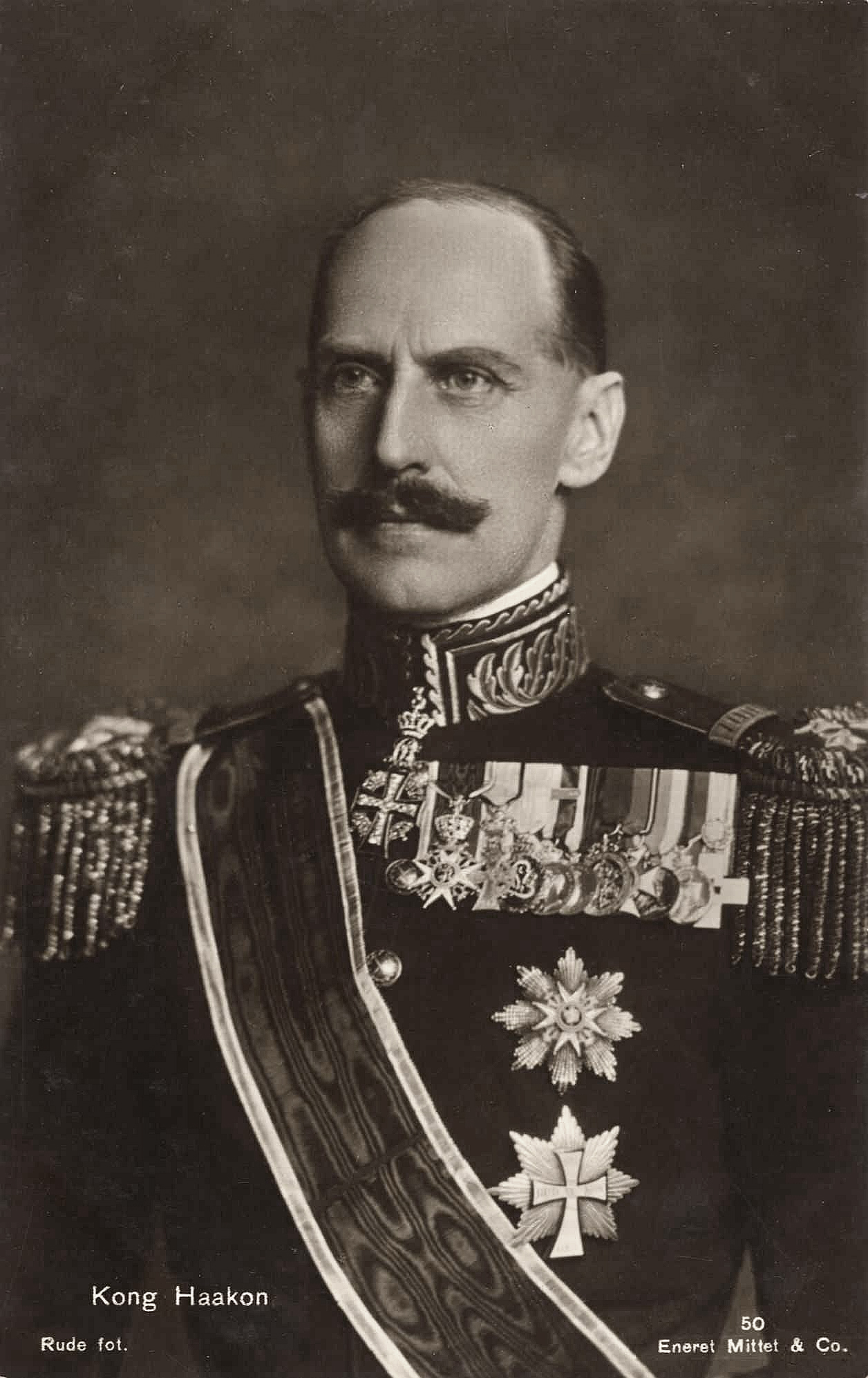
Haakon VII di Norvegia

- Haakon di Norvegia (1973), principe norvegese
- Haakon I di Norvegia, re di Norvegia
- Haakon II di Norvegia, re di Norvegia
- Haakon III di Norvegia, re di Norvegia
- Haakon IV di Norvegia, re di Norvegia
- Haakon V di Norvegia, re di Norvegia
- Haakon VI di Norvegia, re di Norvegia
- Haakon VII di Norvegia, re di Norvegia
- Haakon di Svezia, re di Svezia
- Haakon Magnusson di Norvegia, re di Norvegia
- Haakon Sigurdsson, re di Norvegia

### Variante Håkan

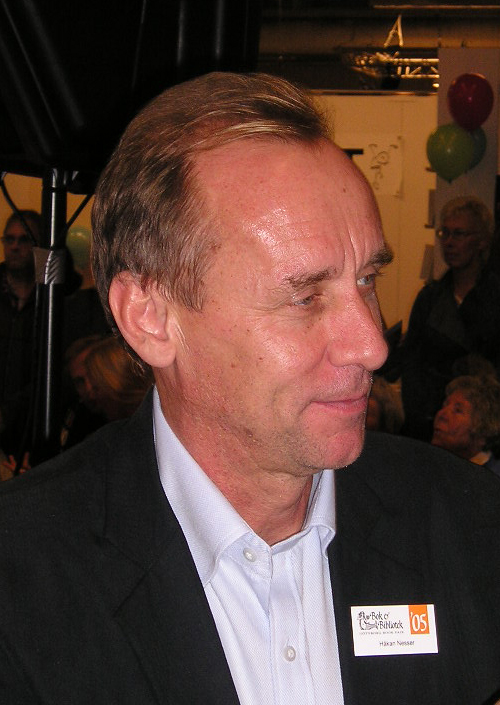
Håkan Nesser

- Håkan Carlqvist, pilota motociclistico svedese
- Håkan Larsson, cestista svedese
- Håkan Lidman, atleta svedese
- Håkan Loob, hockeista su ghiaccio svedese
- Håkan Malmström, calciatore svedese
- Håkan Mild, calciatore svedese
- Håkan Nesser, scrittore svedese
- Håkan Norebrink, pentatleta svedese
- Håkan Spegel, nome alla nascita di Haquin Spegel, religioso svedese
- Håkan Söderstjerna, calciatore svedese